# Sàil Chaorainn
Der Sàil Chaorainn ist ein 1.002 m (3.287 ft) hoher, als Munro eingestufter Berg in Schottland. Sein gälischer Name kann in etwa mit Absatz der Eberesche oder Kante der Eberesche übersetzt werden. Der Berg liegt östlich der historischen Region Kintail in der Council Area Highland, etwa 35 Kilometer südöstlich von Kyle of Lochalsh und knapp 40 Kilometer nördlich von Fort William. Er ist Teil einer Bergkette zwischen dem Glen Affric und Loch Cluanie, die insgesamt fünf Munros aufweist.
Vier der Gipfel der Bergkette, außer dem Sàil Chaorainn der A’ Chràlaig, der Mullach Fraoch-choire und der Sgùrr nan Conbhairean, werden als Cluanie Horseshoe oder South Affric Horseshoe bezeichnet, da sie über einen gemeinsamen, sich nach Norden hufeisenförmig öffnenden Grat miteinander verbunden sind. Der Sàil Chaorainn schließt sich nördlich des Sgùrr nan Conbhairean an, von dem er lediglich durch einen Sattel mit 914 m Höhe getrennt ist und ist durch dessen Massiv von Loch Cluanie aus nicht sichtbar.
Der Sàil Chaorainn besitzt einen in Nord-Süd-Richtung verlaufenden Gipfelgrat und zwei fast gleich hohe, flache Gipfelplateaus. Nördlich des Verbindungssattels zum Sgùrr nan Conbhairean liegt der durch einen kleinen Cairn gekennzeichnete Hauptgipfel am Nordrand des Gipfelplateaus. Nur durch einen kurzen schmalen Grat getrennt schließt sich daran nach Norden der 1.001 m (3.284 ft) hohe Càrn na Coire Mheadhoin an, der ebenfalls ein Gipfelplateau besitzt, allerdings sehr viel kleiner als das des Hauptgipfels. Vom Gipfelplateau des Hauptgipfels zweigt in dessen südöstlicher Ecke der zum 922 m (3.025 ft) Vorgipfel Càrn a’ Mhadaidh-ruaidh und dem 845 m (2.772 ft) hohen An Reithe führende, lange Südostgrat ab. Zusammen mit dem Sgùrr nan Conbhairean und dem südöstlich abseits des Cluanie Horseshoe liegenden, 957 m (3.140 ft) hohen Munro Càrn Ghluasaid umschließt er das lange und tief eingeschnittene, sich nach Osten öffnende Coire Sgreumh. Nördlich des Càrn na Coire Mheadhoin senkt sich der gewundene Gipfelgrat auf ein an die 930 m hohes Hochplateau ab, das Tigh Mòr na Seìlge, das sich weit nach Osten und Norden erstreckt. Im Nordosten endet es mit dem 862 m hohen An Elric. Östlich des Gipfels öffnet sich das Coire Mheadhoin, das vor allem in seinem oberen Bereich unterhalb des Hauptgipfels steile und felsdurchsetzte Wände aufweist. Auch der Südostgrat des Sàil Chaorainn ist teils ausgesprochen felsig, während seine Westseite mit grasigen und im oberen Bereich schrofendurchsetzten Hängen in das breite Gleann na Cìche, ein Seitental des Glen Affric, abfällt.

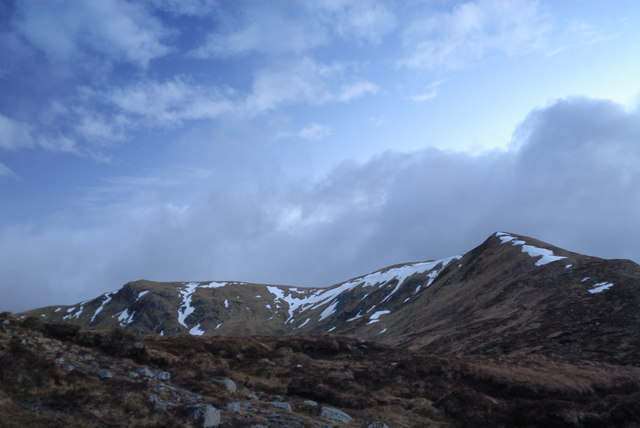
An Elric, der Ausläufer des Nordostgrats des Sàil Chaorainn
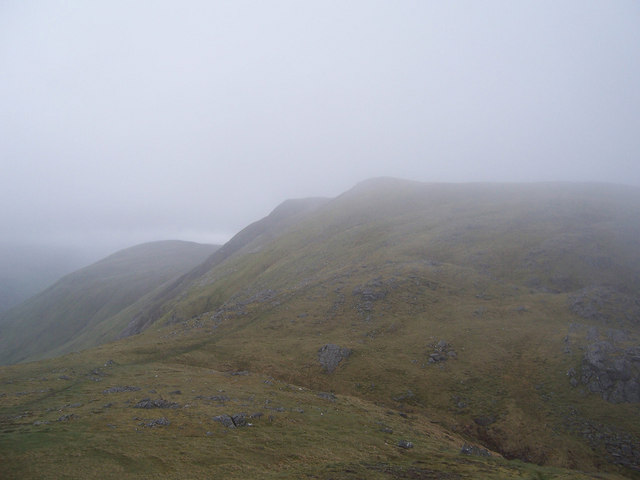
Der Sattel zwischen Sgùrr nan Conbhairean und Sàil Chaorainn
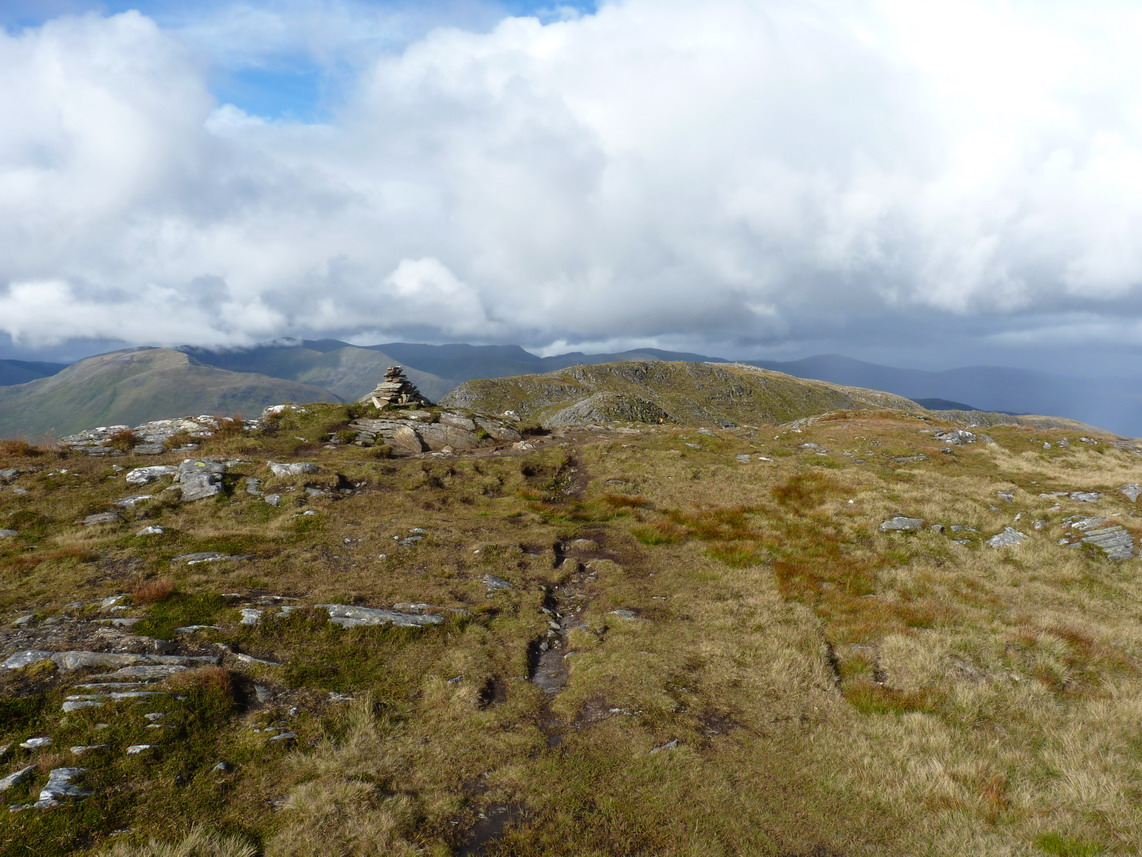
Der Gipfelcairn des Sàil Chaorainn

Die meisten Munro-Bagger besteigen den Sàil Chaorainn im Zuge einer Überschreitung aller vier Munros des Cluanie Horseshoe oder zusammen mit dem Sgùrr nan Conbhairean und dem Càrn Ghluasaid. Für eine Besteigung im Rahmen einer Tour über alle vier Munros des Cluanie Horseshoe ist die einsam im Glen Affric gelegene Jugendherberge Alltbeithe ein geeigneter Ausgangspunkt, die ausschließlich zu Fuß oder per Mountainbike erreicht werden kann. Die Tour kann entweder mit dem Mullach Fraoch-choire oder dem Sail Chaorainn begonnen werden und führt über den gesamten Grat. Für eine Besteigung zusammen mit dem Sgùrr nan Conbhairean und dem Càrn Ghluasaid ist der Sàil Chaorainn am einfachsten von Süden zu erreichen. Ein möglicher Ausgangspunkt ist ein Parkplatz an der A87 östlich des Cluanie Inn am Nordufer von Loch Cluanie. Von dort führt ein steiler Anstieg über den Südgrat des Sgùrr nan Conbhairean und dessen Vorgipfel Drochaid an Tuill Easaich zum Gipfel des Sgùrr nan Conbhairean. Von dort ist über den Verbindungssattel ein einfacher Übergang zum Sàil Chaorainn möglich.